# Ágii Pándes (île)
Ágii Pándes (grec moderne : Άγιοι Πάντες, « Tous-les-Saints ») est un îlot inhabité situé au large de la côte nord de la Crète orientale, à proximité de la ville d'Ágios Nikólaos. Ágii Pándes fait partie du district régional de Lassíthi.